# Johann Georg Standfuß
Johann Georg Standfuß (* Geburtsdatum unbekannt in Wehlen; † um 1759 in Hamburg) war ein deutscher Violinist und Komponist. Er war Ballettgeiger in Leipzig, dort wirkend unter Heinrich Gottfried Koch, und Mitbegründer der Musiktheatergattung Singspiel.

## Werke
- Der Teufel ist los oder Die verwandelten Weiber (Christian Friedrich Weisse), Singspiel (6. Okt. 1752 Leipzig, Heinrich Gottfried Koch), verschollen; 12 Lieder und 1 Marsch, in: Johann Adam Hiller: Die verwandelten Weiber oder Der Teufel ist los, eine komische Oper in drey Aufzügen. (1766)
- Der lustige Schuster (18. Jan. 1759 Lübeck), Singspiel; alles außer 7 Liedern und Ouvertüre in: J. A. Hiller: Der lustige Schuster oder Der Teufel ist los, zweyter Theil. (1766)
- Jochem Tröbs oder Der vergnügte Bauernstand (oder Der stolze Bauer Jochem Tröbs; Johann Christian Ast), Singspiel (17. Sept. 1759 Hamburg), verschollen[2]